# 도민퍼스트회
도민퍼스트회(일본어: 都民ファーストの会 도민화스토노카이[*])는 일본 도쿄도의 지역정당이며 도쿄 도지사인 고이케 유리코를 중심으로 창당되었다.

## 2017년도쿄도의회선거 승리
고이케 유리코 도쿄도지사가 이끄는 도민퍼스트회는 2017년 7월 2일 실시된 도쿄도의회 선거에서 도민퍼스트회 소속 49석, 도민퍼스트회 추천 무소속 인사 6석을 포함하여 55석의 의석을 확보하며 압승하였다.